# Karl Bauer (Maler, 1868)

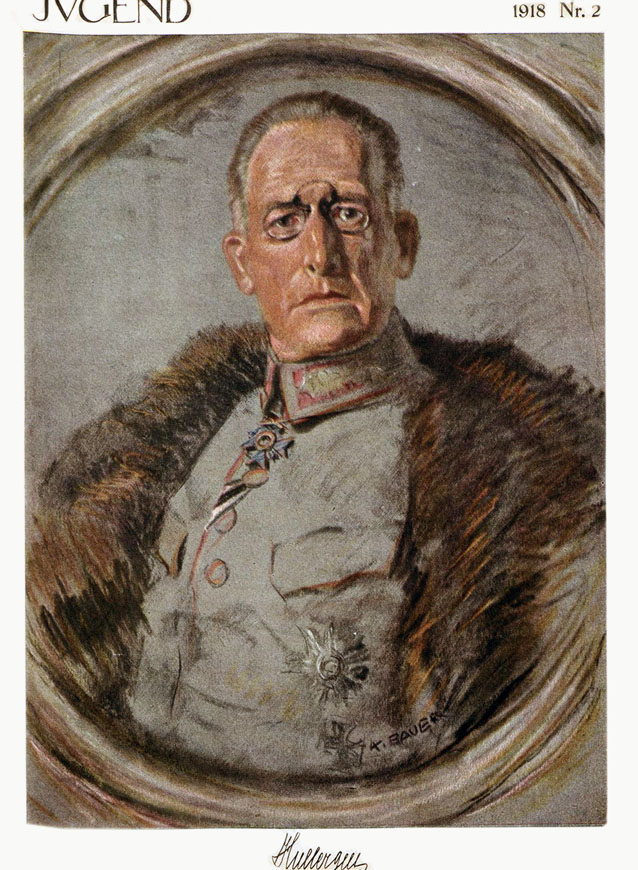
General Hugo von Huller, gemalt von Karl Bauer (Titelseite der Zeitschrift „Jugend“, Nr. 2, 1918)

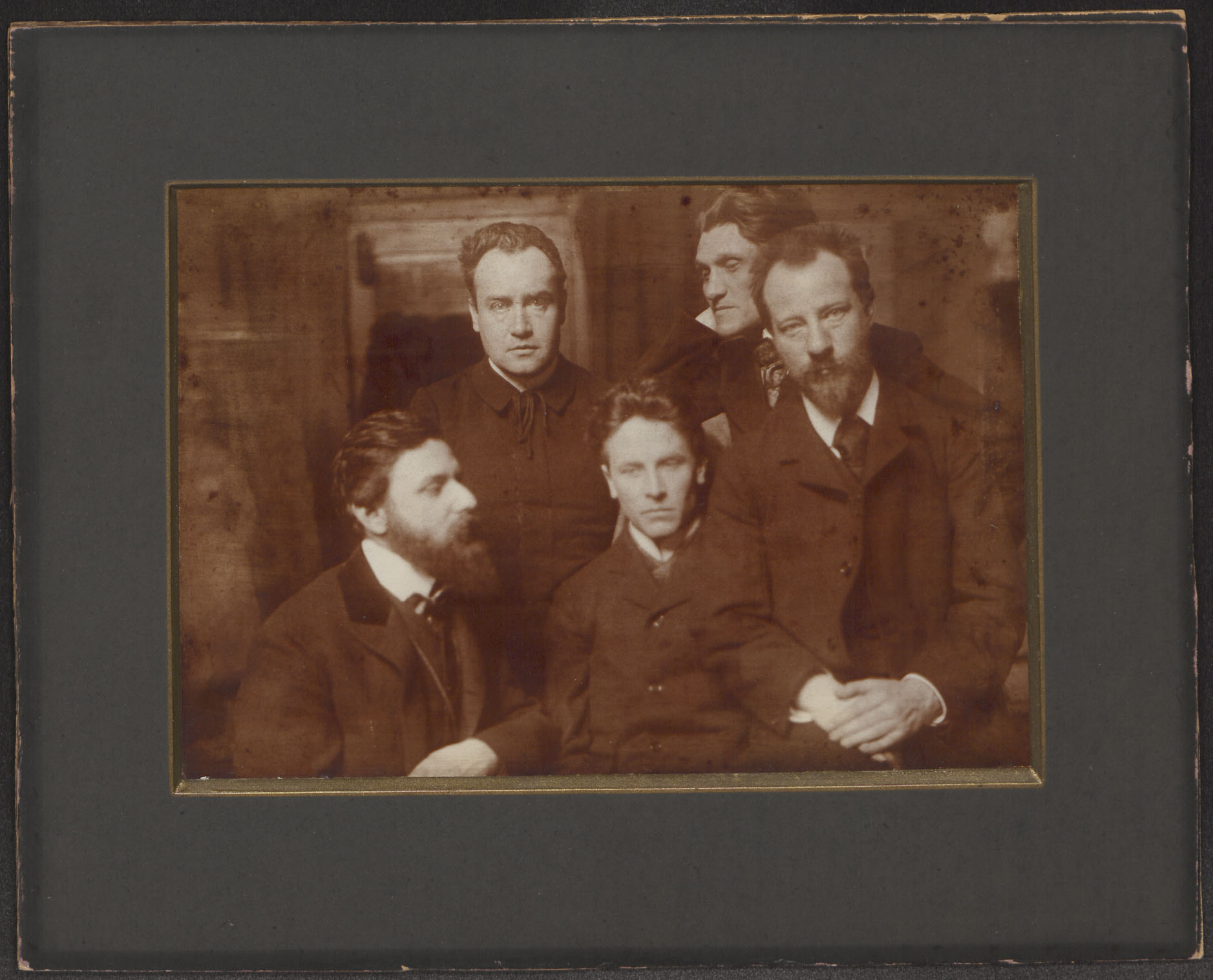
Stefan George und Freunde;
Foto Karl Bauer (1902)

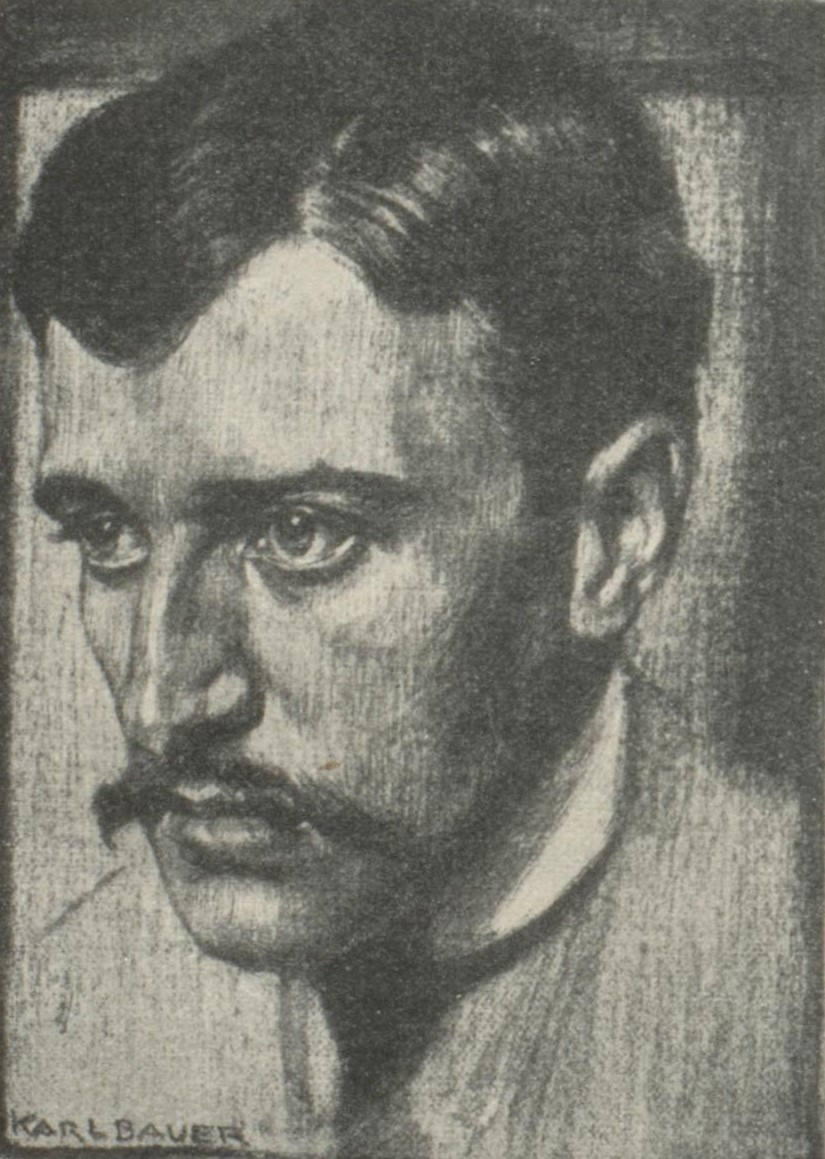
Karl Bauers Porträt von Hugo von Hofmannsthal, reproduziert in Albert Soergels Literaturgeschichte (1916)

Karl Konrad Friedrich Bauer (* 7. Juli 1868 in Stuttgart; † 6. Mai 1942 in München) war ein deutscher Grafiker, Maler und Schriftsteller.

## Leben
Karl Bauer verbrachte seine Kindheit und Jugend in Stuttgart, wo er 1888 nach dem Abitur an der Kunstakademie sein Studium aufnahm, welches er später an der Akademie der Bildenden Künste München bei Wilhelm von Lindenschmit fortsetzte. Während der Studienzeit reiste Bauer häufig nach Italien und Frankreich. Sein Studium finanzierte er, indem er Kinder reicher Stuttgarter unterrichtete, so Mathilde Vollmoeller-Purrmann und Karl Gustav Vollmoeller, oder Porträts zeichnete. 1891, anlässlich eines Studienaufenthalts in Venedig, lernte Bauer, der auch Gedichte schrieb, Stefan George kennen, von dem er das berühmte Porträt anfertigte. George war sowohl von Bauers Zeichenkunst als auch von seinen Gedichten angetan, weshalb er mehrmals Gedichte Bauers in den Blättern für die Kunst veröffentlichte und Bauer zu den Zusammenkünften seines Kreises nach München lud. 1893 verbrachte Bauer zu Studienzwecken in Paris. Bauer war es auch, der im Herbst 1895 in München Stefan George mit dem jungen Dichter Karl Gustav Vollmoeller bekannt machte. Sein grafisches Werk umfasst vor allem Lithografien, Tuschfederzeichnungen und Kaltnadelradierungen.
Nach 1896 ließ sich Bauer in München nieder, wo er zum Freundeskreis von Otto Julius Bierbaum gehörte, den er auch porträtierte.  Als Illustrator versah Bauer u. a. das Buch der Lieder von Heinrich Heine mit Zeichnungen. 
1927 nahm er mit mehreren Radierungen an der Münchener Kunstausstellung im Glaspalast teil. Neben seinen Gedichten verfasste Bauer zahlreiche Abhandlungen über Geschichte, Literatur und Religion. Als Maler spezialisierte er sich auf Lutherporträts, so für Kirchen in Görlitz, Oppenweiler und Helsinki. Neben Porträts berühmter Zeitgenossen, wie George und Vollmoeller, fertigte Bauer zahlreiche Porträts von Goethe, Schiller und Beethoven.
1930 zog er von München zurück nach Stuttgart, wo er oberhalb der Stadt in Sillenbuch lebte und arbeitete.
1932 beteiligte er sich einmalig an der 7. Stuttgarter Sezession mit dem Bildnis seiner Schwester. Auch an der Ausstellung Juryfreie Künstlervereinigung Stuttgart nahm er teil.
Während der Zeit des Nationalsozialismus fertigte Bauer mehrere Porträts von Adolf Hitler. Dafür wurde ihm von diesem 1938 die Goethe-Medaille für Kunst und Wissenschaft verliehen.
1942 verstarb er während eines Besuchs in München.

## Werke

### Schriften
- Rudolf Meyer (Hrsg.): Goethes Lebensstufen. Mit 22 Goethe-Bildnissen von Karl Bauer, Columban Verlag, Schaffhausen 1949
- Karl Bauer: Luthers Aussehen und Bildnis, Bertelsmann Verlag, Gütersloh 1930
- Karl Bauer: Führer und Helden, Leipzig 1915 (Federzeichnungen)
- Karl Bauer: Goethes Kopf und Gestalt, E. S. Mittler und Sohn, Berlin 1908

### Zeichnung
- 1919: Porträt der Schriftstellerin Ricarda Huch (1864–1947), Lithografie (abgedruckt in: Die schöne Literatur, 20. Juni 1924, S. 215, Digitalisat im Internet Archive)